# 二階堂裕
二階堂 裕（にかいどう ゆたか 、1954年 - ）は、日本の自動車専門誌編集者・自動車評論家・経営者。北海道旭川市生まれ。
アールブイフォーワイルドグース株式会社代表取締役社長、エスエスシー出版有限会社代表取締役社長、絵本作家、作家。日本ジムニークラブ会長。盛和塾元横浜塾生。現フィロソフィー経営実践塾（横浜）。神奈川県隊友会員。厚木市法人会員。日本赤十字社員。NPO法人 四駆レスキュー隊副理事長。NPO法人 山梨県地震対策四駆隊顧問。

## 経歴
旭川市立六合中学校卒業。北海道旭川北高等学校卒業。1973年、海上自衛隊に第25期航空学生として入隊。4年間のパイロット生活を送るが、病気のために地上勤務となり、厚木基地の航空集団司令部、音響解析室に勤務。原子力潜水艦の音響解析員となる。
1982年、海上自衛隊を退官し、鈴木自動車工業（現：スズキ）に入社。輸出サービス部に勤務、サービスマンとして世界27ヶ国を回る。この間にエスクード開発プロジェクトチームにも所属、エスクードの設計思想を考案。それが採用となりエスクードの父と呼ばれる。
1982年に、ジムニーのワンメイククラブ、日本ジムニークラブ（JCJ=Jimny Club of Japan）を事務局長として設立に参画
、現在は会長。
1988年からスズキのインドネシア駐在員として勤務、1991年にインドモビルスズキメカニックスクールを開校、初代校長となり沢山の卒業生を日本へ送り出し、日印の架け橋を作る。1993年にインドネシアより帰国する。
スズキを退社1994年四輪駆動車用品店「アールブイフォーワイルドグース株式会社」を設立した。1998年出版部（2002年7月にSSC〈エスエスシー〉出版有限会社として分社）を作り、JCJ会報であった『スーパースージー』（後のジムニースーパースージー）を市販化。自らも執筆し多くの単行本やムックを出版している。

## 著書
書籍
- 『スズキジムニーを得意満面に乗り回す本』（山海堂、1983年 4月）ISBN 978-4381004758
- 『オフローディングハンドブック』（山海堂、1988年 10月）ISBN 978-4381075956
- 『スズキジムニーの20年史 (クロスカントリービークル・ブックス)』 石川 雄一共著（大日本絵画、1991年 7月）ISBN 978-4499205702
- 『最高!ジムニー660 (SANKAIDO MOTOR BOOKS)』（山海堂、1991年 8月）ISBN 978-4381076403
- 『4WDチューニング大全 (SANKAIDO MOTOR BOOKS)』（山海堂、1992年 8月）ISBN 978-4381076588
- 『海外出張ビギナー読本―3分間で1ヒント』（実務教育出版、1995年 3月）ISBN 978-4788916562
- 『新・最高!ジムニー660 & SIERRA (SANKAIDO MOTOR BOOKS)』（山海堂、1997年 2月）ISBN 978-4381077233
- 『ジムニー達人バイブル―完璧本 (別冊ベストカー 赤バッジシリーズ 217)』（講談社、1999年 6月）ISBN 978-4061797178
- 『4×4オフローディングハンドブック(SANKAIDO MOTOR BOOKS)』（山海堂、2000年 8月）ISBN 978-4381077424
- 『ジムニーブック―1970~2001』（大日本絵画、2001年 3月）ISBN 978-4499227506
- 『ジムニー達人マニュアル』（SSC出版、2004年 5月）
- 『ジムニードライビングテクニック』（SSC出版、2005年）
- 『ジムニーオフロードハンドブック (GEIBUN MOOKS No.686)』（SSC出版、2009年 6月）ISBN 978-4874659960
- 『4WDドライビングテクニック』（SSC出版、2010年 6月）ISBN 978-4863960763
- 『スズキジムニーの40年の歴史―傑作マイクロ四駆のすべてジムニー国内・海外全モデル詳解』（SSC出版、2010年 6月）ISBN 978-4863960657
- 『はじめてのジムニーブック―この1冊で小さなスーパーマシンの魅力が丸わかり!! (GEIBUN MOOKS 799)』（SSC出版、2011年 9月）ISBN 978-4863961326
- 『ジムニーの達人になる本』（SSC出版、2015年 8月）ISBN 978-4802150279
- 『ジムニー4WDオフロードハンドブック』（SSC出版、2016年 6月）ISBN 978-4802150941
- 『ジムニー図鑑 JIMNY DATE FILE』（SSC出版、2018年 2月）ISBN 978-4802152198
- 『ジムニー図鑑 JIMNY DATA FILE 増補改訂版』（SSC出版、2019年 12月）ISBN 978-4802153720
- 『ジムニー物語 第1巻 ホープスターON型4WDとスズキジムニーLJ10の誕生』（SSC出版、2018年 7月）ISBN 978-4802152501
- 『ジムニー物語 第2巻 LJ20からSJ20へ水冷エンジン、550㏄、そして4サイクルエンジン』（SSC出版、2019年 4月）ISBN 978-4802153041
- 『ジムニー物語 第3巻 名車SJ30の登場、世界戦略車SJ410(SJ40)とSJ413(JA51)からSAMURAIへの昇華』（SSC出版、2019年 10月）ISBN 978-4802153515
- 『ジムニー物語 第4巻 初のターボジムニーJA71と、史上最強のJA11、和製SAMURAI・JB31の時代』（SSC出版、2020年 3月）ISBN 978-4802154031
- 『ジムニー５０周年 不変の思想 世界で愛される唯一無二のマイクロ四駆半世紀の歩み』（SSC出版、2020年 6月）ISBN 978-4802154109
- 『スズキジムニー 50年の歴史』（SSC出版、2020年 10月）ISBN 978-4802132121
- 『ジムニーを得意満面に乗り回す本』（SSC出版、2021年 7月) ISBN 978-4802154925
- 『ジムニー物語 第5巻 リーフスプリングからコイルスプリングのJA12/22へ、スーパーカーJB23の20年、新時代を築いたJB64/74の登場』（SSC出版、2021年 8月) ISBN 978-4802155038
- 『スズキの100年、ジムニーの50年』（SSC出版、2022年 1月) ISBN 978-4802155533
- 『ジムニーライフを縦横無尽に楽しむ本』 ( メディア・パル、2023年 6月)  ISBN 978-4802156790
- 『ジムニードライビングテクニック』（芸文社、2025年 3月)　ISBN 978-4863969711

絵本
- 『ドクトルパンダとジム太』絵 : 三木茂、三木かおる（SSC出版、2013年 2月）ISBN 978-4896102598
- 『ゆうびんパンダとジム太』絵 : 三木茂、三木かおる（SSC出版、2018年 1月）ISBN 978-4802130851
- 『US1A RESCUE FLYING BOAT STORY ~飛行艇物語~』絵 : 佐藤元信（SSC出版、2019年 10月）ISBN 978-4802131308

電子書籍
- 『ジムニー・四駆の10の楽しみ : オフハイウェイ・オフローディングへの誘い』（パブフル、2017年 9月）ASIN B0753GQ5DG
- 『ジムニーの消滅の危機から奇跡の復活: ジムニーが継続されるための考察ノ－ト』（パブフル、2022年 3月）ASIN B09TTN34SJ
- 『ジムニーと黄金比の不思議な関係　理想の比率トレッド：ホイールベース＝1：1.618　黄金比がジムニーのオフロード性能を高める　白銀比と黄金比がクロカン性能を左右する! 』（パブフル、2022年 6月）ASIN B0C6ZDVWCZ
- 『「英語　人生を変えた『1000時間ヒアリング」: 1000時間のヒアリングが、英語耳をつくる　駅前留学では英語は話せない　ラジオとテレビで語学を学ぶ　英語とインドネシア語の習得体験から「計画し、実行すれば、外国語は必ず話せる」 』（パブフル、2023年 9月19日）ASIN B0BFW4J4SN
- 『ジムニー幌車	フルオープン走行の楽しみ！』（パブフル、2023年 12月20日）ASIN B0CQR1NHPK
- 『日本ジムニークラブ／JCJ：JIMNY CLUB OF JAPANのアクティビティー　その１: オーストラリアのフレーザーアイランドアドベンチャーツアー』（パブフル、2024年 9月19日）ASIN B0D96XXKTM